# 銀河フーズ
銀河フーズ株式会社（ぎんがフーズ）は、岩手県花巻市に本社を置く、ハム・ソーセージなどを製造する食肉加工品製造メーカー。

## 概要
前身は、雪印食品の子会社であった東北雪印食品株式会社（とうほくゆきじるししょくひん）である。一連の雪印牛肉偽装事件や親会社の雪印乳業の食中毒事件によって会社の信頼が失われて解散。
その後、県、市、地元経済界の元で再建するとともに雪印グループから独立し、2002年に現在の商号となった。なお、銀河フーズは法人としては2002年に設立されており、法人格として東北雪印食品を引き継ぐものではない。
これに伴って、かつて雪印食品が扱っていた商品「チーズでるソーセージ」、および「切れ目入り おべんとうウインナー」などが同社のブランド名として引き継がれている。

## 沿革
- 2002年5月9日：「銀河フーズ株式会社」設立
- 2003年：『総合衛生管理製造過程』HACCPシステム認証を取得
- 2014年：『食品安全マネジメントシステム』FSSC22000認証を取得
- 2015年9月：ハム・ソーセージ業界初となる国立循環器病研究センターの『かるしお』認定を取得

## 事業所
本社・工場
- 岩手県花巻市南川原町191番地

営業拠点
- 青森営業所： 青森県青森市大字新城字山田115-1
- 秋田営業所： 秋田県秋田市御所野湯本二丁目1-2
- 岩手営業所： 岩手県花巻市南川原町191番地
- 宮城支店： 宮城県仙台市若林区古城３丁目12-16
- 福島営業所： 福島県郡山市桑野１丁目20-11
- 新潟営業所： 新潟県新潟市東区江南３丁目6-5
- 首都圏量販支店、首都圏業務製品営業所、関東甲信営業所： 埼玉県川口市東川口2-2-30